# Арабско завоюване на Персия
Арабско-ислямското завоюване на Персия е военен конфликт от 633 – 654 година, довел до унищожаването на Сасанидското царство и присъединяването на Персия към Праведния халифат и Ислямския свят.
Военните действия започват през 633 година с първия мюсюлмански поход в Месопотамия, която е завладяна след битката при Кадисия през 636 година. Отслабено от вътрешни междуособици, Сасанидското царство е унищожено през 651 година, като местната съпротива продължава още няколко години. Към 654 година халифатът подчинява цял Иран с изключение на Табаристан.